# Star Wars: Tarkin
Star Wars: Tarkin, noto anche come Tarkin, è un romanzo di fantascienza di James Luceno ambientato nell'universo di Guerre stellari, pubblicato nel novembre 2014. Situato tra il film La vendetta dei Sith e Una nuova speranza, segue gli avvenimenti e lo sviluppo di Wilhuff Tarkin. Si tratta del secondo romanzo canonico del franchise pubblicato dalla Lucasfilm, dopo aver ridefinito il canone e l'Universo espanso nel mese di aprile del 2014.

## Storia editoriale
Con l'acquisizione della Lucasfilm da parte della The Walt Disney Company nel 2012, la maggior parte dei romanzi e fumetti di Guerre stellari usciti dal 1977 sono stati ribattezzati Star Wars Legends e quindi non canonici al franchise nel mese di aprile 2014. Tarkin è stato successivamente annunciato come uno dei primi quattro romanzi canonici ad essere rilasciato tra il 2014 e 2015. È stato pubblicato in italiano il 16 giugno 2016.

## Trama
Durante i primi anni dell'Impero Galattico , l'ex ammiraglio e aiutante generale Wilhuff Tarkin viene assegnato alla desolata luna Sentinel, nel remoto settore Arkanis dell'Orlo Esterno. La luna ospita l'omonima Base Sentinel, un'importante base imperiale. Sebbene l'incarico di Tarkin sembri essere un posto di punizione, egli è segretamente impegnato in un'impresa imperiale clandestina.
Il romanzo si apre con Tarkin che discute della sua nuova uniforme militare imperiale con un droide protocollare RA-7. Mentre riflette su una gita d'infanzia con lo zio Jova Tarkin nell'Altopiano di Eriadu, Tarkin viene informato di un dispaccio prioritario dalla Stazione Rampart. Al centro di comando della Base Sentinel, il comandante di base Cassel lo informa che la Stazione Rampart è sotto attacco a sorpresa da parte dei caccia stellari nemici Tikiar e Z-95 Headhunter. Dopo aver parlato con il comandante della base, il Tenente Thon, Tarkin schiera lo Star Destroyer di classe Venator Electrum al confine Rimward del sistema. Poco dopo, un'ex portaerei Separatista emerge dall'iperspazio e attacca la Base Sentinel con dei caccia stellari droidi. Scattando la trappola, Tarkin ordina all'Electrum di uscire dall'iperspazio e di tendere un'imboscata ai misteriosi aggressori, che utilizzano la tecnologia Separatista. In inferiorità numerica e intrappolati, gli aggressori sono costretti a ritirarsi. Tarkin rivela ai suoi subordinati che l'olotrasmissione della Stazione Rampart era contraffatta, progettata per distogliere le forze imperiali dalla Base Sentinel. Scopre che qualcuno è riuscito a introdurre un falso feed in tempo reale nel ripetitore HoloNet locale. Sotto la supervisione di Tarkin, i tecnici forensi esaminano gli ex caccia stellari droidi Separatisti. Ipotizzano che i misteriosi aggressori abbiano ottenuto ex navi e attrezzature Separatiste da rigattieri e criminali. Mentre riflette sull'identità dei misteriosi aggressori, Tarkin riceve un comunicato dal Gran Visir Mas Amedda, che lo informa che l'Imperatore Palpatine ha richiesto un'udienza privata con lui su Coruscant.
La nascita di Tarkin
In un capitolo flashback, Tarkin riflette sulla sua infanzia trascorsa nel mondo di Eriadu, nell'Orlo Esterno. La famiglia di Tarkin discendeva da cacciatori, piloti freelance e appaltatori minerari che avevano trasformato le milizie di Eriadu in un formidabile esercito di settore. Nonostante l'accumulo di ricchezza e potere, i genitori di Tarkin non dimenticarono mai le loro origini frugali e instillarono nel figlio i valori della disciplina e dell'ordine. Durante l'adolescenza, Tarkin si era unito allo zio Jova in diverse spedizioni di caccia nel pericoloso Altopiano di Carrion, una reliquia del passato primordiale di Eriadu. Attraverso Jova, Tarkin apprese l'importanza di trionfare sulla natura e portare ordine nel caos.
Durante il viaggio verso Coruscant a bordo del suo mezzo di trasporto personale, il Carrion Spike, Tarkin solleva il Guardiamarina Baz dal servizio per dipendenza da spezie. Il Carrion Spike è una corvetta costruita su misura, dotata di iperguida di Classe Uno e tecnologia stealth, che la rende invisibile ai normali scanner. In un flashback, Tarkin riflette sul suo servizio come membro della Forza di Sicurezza delle Regioni Esterne, che combatteva pirati e corsari nel settore di Seswenna. Uno dei suoi nemici era il pirata Q'anah e i suoi Predoni, che assalivano le navi mercantili intorno a Eriadu. Stanchi delle depredazioni di Q'anah, il Tenente Tarkin, allora diciottenne, e suo cugino Ranulph Tarkin avevano ideato un ambizioso piano per consentire ai Predoni di rubare navi portacontainer i cui motori iperguida erano stati infettati da un virus informatico. La trappola funzionò e le navi portacontainer infette trasportarono i pirati in una destinazione spaziale reale, dove furono circondati da navi da guerra delle Terre Esterne. Per porre fine una volta per tutte alla minaccia dei Predoni, Q'anah e il suo equipaggio furono scaricati su una nave portacontainer programmata per spedire lentamente la nave verso il sole del sistema. La tragedia dei prigionieri fu trasmessa attraverso la rete di comunicazione dei pirati, intrappolando i loro aspiranti soccorritori che furono annientati dalle navi di Outland. Come deterrente per gli altri pirati, Tarkin trasmise i segnali audio e video della nave portacontainer che mostravano gli spasimi della morte dei pirati.
In visita a Coruscant
Arrivato al Palazzo Imperiale, Tarkin viene accolto dal Gran Visir Amedda e dal Contrammiraglio Nils Tenant, uno dei suoi compagni di classe al Campo della Flotta di Prefsbelt. Nils chiede informazioni sulle voci di una stazione da battaglia mobile, ma Tarkin lo zittisce. In un flashback, il giovane cadetto Tarkin incontra l'allora Senatore Palpatine, che vide del potenziale nel giovane Eriaduano e lo aiutò a ottenere un posto all'Accademia Giudiziaria d'élite. Come membro delle Forze Giudiziarie, Tarkin aveva preso parte a una missione congiunta Giudiziari-Jedi per sventare un colpo di stato sul pianeta delle Colonie di Halcyon. Sebbene Tarkin fosse ammirato dalle abilità con la spada laser dei Jedi, era meno impressionato dalla loro ingenuità politica e strategica. Durante la crisi di Halcyon, Tarkin si guadagnò la reputazione di leader efficace. In seguito, Tarkin utilizzò i suoi primi contatti con Palpatine per stringere legami con il Cancelliere Supremo durante le Guerre dei Cloni.
Amedda porta Tarkin a un'udienza privata con Dart Fener nei piani inferiori dell'ex Tempio Jedi. Tarkin e Amedda assistono al discorso di Lord Fener a una riunione di signori del crimine alieni, ai quali ordina di spostare le loro operazioni nell'Orlo Esterno. Come avvertimento, Lord Fener strangola con la Forza il Prefetto Twi'lek Phoca Soot, uccidendolo. Dopo aver informato Fener sui progressi dei lavori a Sentinel, Tarkin incontra l'Imperatore. I due discutono della reintegrazione degli ex mondi separatisti nella comunità galattica, del progetto Morte Nera e del tentato attacco alla base di Sentinel. Tarkin partecipa poi a una riunione del Consiglio Regnante con altri alti funzionari imperiali, tra cui l'Imperatore, Lord Fener e il Gran Visir. Il vicedirettore dell'Ufficio di Sicurezza Imperiale, Harus Ison, informa i presenti che i suoi agenti hanno scoperto un deposito di dispositivi di comunicazione su Murkhana, il che suggerisce la presenza di prove di un potenziale stratagemma per neutralizzare HoloNet. Il colonnello dell'ISB Wullf Yularen suggerisce che i dissidenti politici stiano pianificando di lanciare un'operazione di propaganda simile a quella degli Shadowfeeds in tempo di guerra. Quando Sate Pestage solleva la questione dell'incontro di Tarkin con gli insorti alla Base Sentinel, Dodd Rancit della Naval Intelligence Agency garantisce il ruolo di Tarkin nel vanificare gli sforzi di propaganda separatista durante le Guerre dei Cloni. Tarkin raccomanda che i Capi di Stato Maggiore Congiunti emanino un avviso ai comandanti delle basi imperiali per ricontrollare i codici di crittografia di tutte le trasmissioni HoloNet imperiali.
Missione suo Murkhana
Dopo il briefing, l'Imperatore ordina a Lord Fener di accompagnare Moff Tarkin a Murkhana per indagare sul deposito di comunicazioni al fine di eludere la burocrazia imperiale. Dopo essere stato informato sulla missione a Murkhana, Tarkin prende accordi per ritardare il suo ritorno alla Base Sentinel. Rimanda indietro la maggior parte del suo equipaggio, tranne il capitano e l'ufficiale addetto alle comunicazioni della Carrion Spike. In un flashback, Tarkin riflette sul suo abbandono del Dipartimento Giudiziario e sulla collaborazione con il Senatore Palpatine per progettare la caduta di Finis Valorum.
Il giorno seguente, Tarkin e Dart Fener partono a bordo della Carrion Spike. Gli assaltatori di Fener trasportano una sfera nera appiattita a bordo della corvetta. Uno degli assaltatori è l'anziano Sergente Crest, un veterano Clone sopravvissuto alle Guerre dei Cloni. Mentre osserva il carico, Tarkin riflette sulla caduta dei Jedi e sul tentativo del Conte Dooku di persuaderlo a portare Eriadu nella Confraternita Separatista con la promessa di lucrose opportunità commerciali. Tarkin aveva rifiutato l'offerta di Dooku. Dopo essere stato informato dal droide protocollare 11-4D della partenza del Carrion Spike, Sidious riflette sui suoi sforzi per far incontrare Tarkin e Fener durante le Guerre dei Cloni.
Sul pianeta in rovina di Murkhana, Tarkin e Fener visitano il sito del deposito di comunicazioni. Scoprono prove che i dispositivi siano stati posizionati deliberatamente in modo da poter essere scoperti. Tarkin ipotizza che chiunque abbia trovato il deposito abbia usato alcuni dei componenti per progettare la falsa richiesta di soccorso trasmessa alla Base Sentinel. Fener chiede di parlare con la risorsa dell'ISB che per prima ha segnalato il ritrovamento. Viaggiando verso il complesso imperiale, Lord Fener e Tarkin interrogano la risorsa dell'ISB, il maschio Koorivar Bracchia. Bracchia li informa di non aver scoperto il nascondiglio, ma di essere stato semplicemente incaricato di verificare il rapporto del suo agente dell'ISB.
Il governatore Tarkin viene quindi contattato dal sergente Crest, che aveva ricevuto un ordine olotrasmesso, apparentemente da Tarkin, di tornare all'ex edificio dell'Alleanza Corporativa dopo aver scaricato il carico dalla Carrion Spike. Tarkin ricorda di non aver impartito alcun ordine e ordina al sergente di tornare alla nave. Crest contatta quindi Tarkin e Fener per informarli che la Carrion Spike è stata rubata e che il capitano, l'ufficiale addetto alle comunicazioni e due sentinelle degli stormtrooper sono stati uccisi. Privo di una propria astronave, Dart Fener costringe un vecchio alleato, il signore del crimine Sugi Faazah, a prestargli la sua astronave personale, la Parsec Predator.
Caccia al Carrion Spike
A bordo del Carrion Spike dirottato, i dirottatori, l'ex agente dell'Intelligence della Repubblica Berch Teller, il Mon Calamari Dr. Artoz, il Gotal Salikk e il Koorivar Cala, l'ex giornalista Anora Fair e lo zygerriano Hask Taff, si accomodano a bordo della nave rubata. Scoprono di essere inseguiti dal Parsec Predator nell'iperspazio. Teller decide di guidare i loro inseguitori imperiali all'inseguimento.
Nel frattempo, Tarkin è seduto nella cabina di pilotaggio del Parsec Predator con Fener. Riflette sull'uccisione del signore del crimine Sugi e dei suoi scagnozzi da parte di Fener. Tarkin sospetta che gli autori dell'attacco alla Base Sentinel siano gli stessi che hanno rubato il Carrion Spike e disattivato i suoi sistemi di comunicazione e di schiavi. Tarkin pensa che il deposito di comunicazioni Murkhana faccia parte di un complotto più ampio. Rivela che il punto debole del Carrion Spike è la spina dorsale dove la fusoliera principale incontra il flare di poppa. Solo un fuoco concentrato durante l'abbassamento degli scudi avrebbe indebolito la struttura. Nonostante la Carrion Spike sia in fuga nell'iperspazio, Fener rivela di poter rintracciare la nave usando la misteriosa sfera nera che aveva trasferito sulla Carrion Spike.
Su Coruscant, l'Imperatore Palpatine viene a conoscenza del furto della Carrion Spike e che Lord Fener si è procurato una nave sostitutiva. Con Lord Fener diretto al sistema Fial, Rancit suggerisce che i ladri della Carrion Spike siano gli stessi aggressori che hanno attaccato la Base Sentinel. L'Imperatore Palpatine ordina all'Ammiraglio Rancit di dirottare le navi nel sistema Belderone per aiutare Dart Fener e il Governatore Tarkin. Gli sforzi imperiali per recuperare la Carrion Spike sono punteggiati dalla rivalità tra l'Ufficio di Sicurezza Imperiale e l'Intelligence Militare. Nel settore Fial, la Carrion Spike è inseguita dal Predator Parsec. Teller ordina a Salikk di prepararsi per un salto su Galidraan, dove l'Impero ha una stazione spaziale sopra Galidraan III.
Fener e Tarkin seguono l'inseguimento e sbucano nel mezzo di uno scontro a fuoco tra la Carrion Spike dirottata e i caccia stellari Ala-V imperiali e Aggressive ReConnaissance-170. La Carrion Spike disattiva i sistemi della Predator, lasciando la nave inerte nello spazio. Tuttavia, la Predator riesce a infliggere danni al punto debole della Spike. Prima di fuggire nell'iperspazio, la cellula ribelle di Berch Teller distrugge la boa iperspaziale di Galidraan per impedire agli inseguitori di seguirli. Tarkin si lamenta del fatto che i dirottatori non solo si siano resi invisibili, ma anche irrintracciabili.
Di ritorno su Coruscant, il Consiglio Regnante viene informato del recente furto della Carrion Spike dirottata. Seguendo gli avvertimenti di Tarkin, Rancit propone di preparare le basi imperiali nell'Orlo Esterno per una "campagna di distruzione". Il Consiglio apprende che i dirottatori di navi hanno attaccato le attività minerarie della TaggeCo su Lucazec e che stanno usando la Carrion Spike per trasmettere gli ologrammi dei loro attacchi. A bordo dello Star Destroyer Liberator, Fener riceve dall'Impero il suo intercettore leggero personale di classe Actis Eta-2. Studiando i percorsi dei dirottatori di navi, Tarkin sospetta che stessero collaborando con la nave da guerra che ha attaccato la Base Sentinel. Fener suggerisce che i dirottatori di navi siano aiutati dagli stessi addetti ai lavori che hanno fornito loro il deposito di comunicazioni confiscato. A causa del particolare fabbisogno di carburante della Carrion Spike, Tarkin ipotizza che la nave si rechi a Gromas nel settore Perkell o a Phindar nel settore Mandalore.
Il disastro di Phindar
Mentre Berch Teller e il suo ribelle discutono la loro strategia successiva, Tarkin arriva in una struttura del sistema Phindar a bordo dello Star Destroyer di classe Venator Liberator e avverte l'amministratore Phindiano delle pericolose capacità della Carrion Spike. Il Phindiano trasmette quindi una foto del sedicente comandante dei dirottatori, che impersona il Comandante Abel LaSal. Tarkin e Fener deducono che il loro nemico conosca bene le procedure imperiali. Fener e Tarkin guidano i caccia stellari all'inseguimento della Carrion Spike, che ha attraccato a una petroliera. Dopo un breve combattimento aereo che provoca diverse vittime imperiali, tra cui la petroliera, la Carrion Spike fugge nell'iperspazio.
Nonostante le ferite, Teller, ferito, e i suoi compagni giurano di continuare la loro insurrezione contro l'Impero. Teller racconta gli spietati sforzi del Governatore Tarkin per epurare il settore Seswenna da pirati, criminali e migranti illegali durante gli ultimi giorni della Repubblica Galattica. Teller attribuisce l'ascesa al potere di Tarkin alle macchinazioni di Palpatine. Teller giura di trasformare la sua stessa nave ammiraglia in un'arma contro il tecnocrate imperiale. Tornato nello spazio di Phindar, Tarkin scopre che la petroliera è stata distrutta da un ordigno esplosivo nascosto in una cella a combustibile e capisce che gli insorti volevano attirarlo in una trappola. Grazie a un dispositivo di tracciamento installato sulla Carrion Spike, gli Imperiali riescono a localizzare la nave fino a una serie di coordinate nella Regione di Espansione, vicino a Thustra e Aquaris.
Su Coruscant, il Vice-Ammiraglio Rancit convince l'Imperatore a schierare navi interdittive contro la Carrion Spike dirottata. Amedda informa l'Imperatore che il deposito di jammer per le comunicazioni è stato scoperto su Murkhana da una risorsa dell'ISB incaricata di indagare sul ritrovamento da parte del suo agente. L'Imperatore convoca la risorsa dell'ISB e il suo responsabile per un incontro. Nel frattempo, Teller e i suoi compagni scoprono che Tarkin li sta seguendo tramite un localizzatore paraluce, una sorta di ricetrasmettitore HoloNet che analizza i comandi provenienti dal navicomputer della nave. Per ingannare gli Imperiali, Teller decide di fornire a Tarkin le coordinate di un sistema stellare molto trafficato, evitando però di saltare.
Nel sistema Obroa-skai, gli incrociatori interdittori di Tarkin ricevono le coordinate false. Invece della Carrion Spike, strappano dall'iperspazio diverse navi mercantili civili e una nave di lusso Mon Calamari. Questo provoca una collisione spaziale con numerose vittime, tra cui la morte di 1.100 civili a bordo della nave di lusso. Fener e Tarkin deducono che gli insorti abbiano fornito loro le coordinate false per depistarli. Nonostante questo fallimento, gli Imperiali distruggono lo yacht Lux-400 Truant, ricercato per contrabbando. Fener e Tarkin interrogano con aggressività il capitano Koorivar del mercantile sopravvissuto Reticent e scoprono che un mediatore umano di nome Knotts ha venduto loro la nave e il lavoro. Mentre Fener interroga il Koorivar, Tarkin continua la ricerca del Carrion Spike.
Un nemico tra i ranghi
Nel frattempo, Teller informa Anora del suo piano per attaccare una struttura imperiale. Cala ha distrutto il radiofaro imperiale per depistarli. Al Palazzo Imperiale, l'Imperatore Palpatine interroga Bracchia, agente dell'intelligence imperiale Koorivar, e Stellan, agente dell'ISB. Sotto interrogatorio, Stellan rivela che le informazioni sul nascondiglio delle comunicazioni Murkhana sono state fornite all'ISB dall'Intelligence Militare. Palpatine deduce anche che l'olovideo era un falso creato da qualcuno con accesso ai codici imperiali e a dispositivi in grado di sovvertire l'HoloNet.
A bordo dello Star Destroyer Executrix, Moff Tarkin deduce che i dirottatori di navi sono aiutati da agenti imperiali con un'elevata autorizzazione. Fener interroga anche l'altro equipaggio dei Reticent e scopre che le celle a combustibile erano state procurate tramite l'intermediario umano Knotts. Esplorando i file imperiali classificati, Tarkin scopre che Knotts era un subappaltatore dell'Intelligence della Repubblica di stanza su Antar 4 durante le Guerre dei Cloni. Dopo la fondazione dell'Impero, Tarkin aveva presieduto l'Atrocità di Antar, che aveva visto arresti, esecuzioni e massacri di molti lealisti Koorivar e Gotal. Le azioni di Tarkin avevano suscitato molte critiche nei media imperiali, tra cui due giornalisti di Coruscanti, Anora Fair e Hask Taff. Scopre inoltre che Knotts era collegato al Capitano Berch Teller, un ufficiale dissidente dell'Intelligence della Repubblica che si opponeva all'Atrocità di Antar. Tarkin apprende anche che Teller era stato brevemente di stanza alla Stazione Desolation, l'avamposto responsabile della supervisione di gran parte della ricerca sulla Morte Nera, prima di scomparire. Nel frattempo, la Carrion Spike, gravemente danneggiata, esce dall'iperspazio a dieci parsec di distanza da Nouane. La cellula di Teller era sfuggita a malapena a una trappola imperiale nel sistema di Nouane. Anora capisce di essere stata tradita. Tuttavia, Teller è determinato a portare avanti il suo piano. Nel frattempo, Fener e Tarkin discutono delle informazioni del Vice Ammiraglio Rancit secondo cui i dissidenti stanno pianificando di attaccare l'Accademia Imperiale su Carida come ultima spiaggia. Tarkin racconta a Fener di come, in gioventù, sconfisse un gruppo di veermok, mettendo il Lord maschio alfa contro un contendente di nome Shadow, prima di ucciderli. Di conseguenza, i veermok abbandonarono la collina e la Spike. Fener sostiene che la lezione sia stata che i veermok si sono autodistrutti ribellandosi al loro capo. I due scoprono quindi che il Vice Ammiraglio Rancit è il traditore che ha aiutato la cellula ribelle di Teller.
Sopra la Struttura Due del Deepdock della Marina Imperiale di Carida, la Carrion Spike esce dall'iperspazio. Prima che il Vice Ammiraglio Rancit possa dare l'ordine di aprire il fuoco, Dart Fener sale sul ponte e blocca quell'ordine. Fener ordina all'equipaggio dello Star Destroyer di classe Secutor Conquest di scandagliare la nave alla ricerca di forme di vita. Dopo aver trovato la nave vuota, Fener dice a Rancit che i suoi cospiratori hanno abbandonato la nave prima di fuggire nell'iperspazio. Dopo aver ordinato ai comandanti della flottiglia della task force di ritirarsi, Fener affronta Rancit per il suo tradimento. Per coprire le sue tracce, Rancit aveva pianificato di attirare la cellula di Teller in una trappola su Carida e ucciderla. Tuttavia, la cellula di Teller aveva scoperto il piano di Rancit e si era trasferita su un'altra nave per continuare la rivolta. Come punizione per il suo tradimento, Lord Fener ordina al Tenente Crest di gettare il Vice Ammiraglio Rancit in una capsula di salvataggio. Una volta nello spazio, Rancit è costretto a impartire l'ordine di fuoco che distrugge la capsula.
Neutralizzare gli insorti
Nel frattempo, Berch Teller e la sua cellula viaggiano a bordo di un'ex corazzata separatista classe Providence sopra una luna desolata in un sistema stellare al centro del Golfo di Tatooine. Pur riconoscendo che il suo gruppo non sarà in grado di abbattere l'Impero da solo, Teller decide di tendere un'imboscata a un convoglio che consegna materiale al progetto segreto della Morte Nera. Incarica Anora e Hask di realizzare un olovideo. Il piano di Teller era di usare il Carrion Spike per distogliere le forze imperiali dal convoglio della Morte Nera.
Moff Tarkin interviene in aiuto del convoglio con lo Star Destroyer Executrix. Mentre l'Executrix bombarda le navi capitali nemiche, Tarkin ordina ai suoi caccia stellari di proteggere il convoglio a tutti i costi. Con la situazione ribaltata a favore dei dissidenti, Salikk e Anora guadagnano abbastanza tempo per permettere a Teller di fuggire a bordo di un caccia stellare Headhunter. La tattica di Tarkin funziona e gli Imperiali riescono a mettere fuori uso il computer di controllo principale che controlla i caccia stellari droidi dei dissidenti. L'Executrix viene rinforzata da altri due Star Destroyer, il Compliant e l'Enforcer. Mentre Darth Sidious medita sulla sua ricerca del dominio galattico, Tarkin accoglie i suoi prigionieri, tra cui Knotts, Anora Fair e Hask Taff.
L'Impero trionfante
Tarkin trascorre le tre settimane successive all'attacco al convoglio interrogando i cospiratori e i collaboratori catturati, che furono poi giustiziati in segreto. In un incontro con Fener e l'Imperatore, Tarkin spiega che Rancit era stato motivato dall'offesa per la rimozione del comando della Base Sentinel per essersi opposto alle azioni dell'Impero su Antar 4. Tarkin attribuisce a Rancit il merito di aver fornito informazioni e materiali ai dissidenti. Fener li informa inoltre che l'Impero ha punito i magazzinieri, i recuperatori e gli scienziati della Stazione Desolation che avevano aiutato i dissidenti. L'ex nave da guerra separatista dei dissidenti era stata assemblata anche nei cantieri navali del settore Bajic, di proprietà e gestiti congiuntamente dal Sindacato Tenloss e dal Sindacato Crymorah. Nonostante il ritrovamento del Cacciatore di Teste di Teller su Christophsis, non sono riusciti a trovare alcuna traccia dell'uomo.
A seguito del tradimento di Rancit, l'Imperatore ordina un rimpasto del suo Consiglio di Governo e l'incorporazione dell'Intelligence Navale in quella Militare. L'Imperatore ha dato inoltre l’incarico a Tarkin di rafforzare la presa dell'Impero sull'Orlo Esterno promuovendolo al rango di Gran Moff. Il Gran Moff Tarkin viene così incaricato dell'intero Orlo Esterno e del progetto della Morte Nera. 
In seguito alla sua promozione, Tarkin rilasciò lunghe interviste ai media, che coniarono le sue dichiarazioni come Dottrina Tarkin. Tarkin adottò anche misure per reprimere il dissenso e preservare la segretezza del progetto della Morte Nera. Settimane dopo, Tarkin tornò su Eriadu, dove si riunì con lo zio Jova. Intenzionato a vendicarsi, Berch Teller inseguì Tarkin, ma cadde in una trappola improvvisata. Tarkin affrontò la sua nemesi, che si stava curando una caviglia rotta. Tarkin si rifiuta di divulgare i dettagli del progetto della Morte Nera, ma si offre di liberare Teller se riuscirà a uscire dalla fossa prima del tramonto. Teller rifiuta l'offerta di Tarkin e il giovane Tarkin lascia che sia lo zio a sorvegliarlo nel caso in cui dovesse causare problemi. Più tardi, sopra il remoto mondo di Geonosis, Tarkin sorveglia la costruzione della Morte Nera.